# Saint Kitts i Nevis na Mistrzostwach Świata w Lekkoatletyce 2017
Saint Kitts i Nevis na Mistrzostwach Świata w Lekkoatletyce 2017 – reprezentacja Saint Kitts i Nevis podczas Mistrzostw Świata w Londynie liczyła 1 zawodnika, który nie zdobył medalu.

## Skład reprezentacji
| Zawodnik     | Konkurencja        | Eliminacje | Eliminacje | Półfinał | Półfinał | Finał    | Finał   |
| Zawodnik     | Konkurencja        | Rezultat   | Pozycja    | Rezultat | Pozycja  | Rezultat | Pozycja |
| ------------ | ------------------ | ---------- | ---------- | -------- | -------- | -------- | ------- |
| Warren Hazel | Bieg na 400 metrów | 46,96      | 42.        | NQ       | NQ       | NQ       | NQ      |